# 10000 Myriostos
10000 Myriostos este o planetă minoră (asteroid) din centura de asteroizi. A fost descoperită pe 30 septembrie 1951 la Observatorul Palomar de Albert George Wilson⁠(d) și a fost numită după 10000. 
Obiectul prezintă o orbită caracterizată de o semiaxă mare de 2,5854524 UAi, o excentricitate de 0,3, o înclinație de 20,63933 ° în raport cu ecliptica.